# Burn This Disco Out
«Burn This Disco Out» (literalmente Quema esa Discoteca) es una canción interpretada por el cantante estadounidense Michael Jackson. Es la décima y última pista de su exitoso álbum Off the Wall, producido por Quincy Jones y lanzado por Epic Records el 10 de agosto de 1979. La canción fue escrita por el compositor británico Rod Temperton, conocido por su capacidad para fusionar géneros como el disco y el funk, y que también contribuyó con otras canciones del álbum, como Rock with You y Off the Wall.

## Producción y estilo
Burn This Disco Out refleja la influencia del disco predominante a fines de la década de 1970, combinada con elementos de funk, R&B y pop. Con un ritmo vibrante, la canción capta perfectamente la atmósfera enérgica de las discotecas de la época. Es un tema cargado de brass y líneas de bajo que invitan a la pista de baile, junto con una interpretación vocal enérgica de Jackson.
La producción estuvo a cargo de Quincy Jones, quien supervisó la dirección artística del álbum completo. La fusión de géneros se manifiesta a lo largo de la pista, desde el funk inconfundible hasta toques de jazz-funk que se escuchan en los arreglos de brass. Rod Temperton, compositor británico que había trabajado anteriormente con la banda Heatwave, jugó un papel clave en la definición del sonido de la canción, aportando su experiencia en la fusión de boogie y R&B.

## Composición y estructura
La canción está en la tonalidad de re mayor (D mayor) y sigue una estructura tradicional de las canciones de disco con un puente antes del estribillo y una coda que repite la melodía principal. La instrumentación incluye un bajo fuerte, guitarras rítmicas, vientos marcados y sintetizadores que le dan un toque futurista a la canción.
Los arreglos fueron diseñados para captar la atención del público discotequero, con un ritmo constante y ganchos melódicos pegajosos. La mezcla de boogie y dance-pop es evidente en la estructura de la canción, lo que contribuye a su dinamismo, aunque se le puede acreditar algunos diferentes, como el soul, funk, disco, R&B, pop y jazz-funk. Además, los arreglos de viento-metal de Jerry Hey y los coros secundarios crean una atmósfera festiva que resalta el estilo bailable.

## Recepción y crítica
Aunque Burn This Disco Out no fue lanzada como sencillo, fue destacada por críticos como un ejemplo del impecable cierre del álbum Off the Wall. Los críticos destacaron la habilidad de Jackson para transmitir energía a través de su voz y el brillante trabajo de producción de Jones La canción fue vista como una celebración del sonido disco que dominó el panorama musical de finales de los 70, pero que también anticipaba una transición hacia un sonido más orientado al pop que Jackson adoptaría en sus siguientes álbumes.

## Impacto y legado
Con el paso del tiempo, Burn This Disco Out se ha convertido en un tema valorado entre los fanáticos de Michael Jackson y ha sido objeto de análisis en retrospectiva como parte de su contribución al género disco. Algunos expertos han señalado que la canción, aunque menos conocida que otros éxitos del álbum, refleja la versatilidad artística de Jackson.
El cierre del álbum con Burn This Disco Out permitió a Jackson consolidar su transición del género R&B a un sonido más pop orientado al mercado global, sin dejar de lado sus raíces en la música soul y funk. A pesar de no ser una de las canciones más populares en su catálogo, ha sido incluida en varias recopilaciones y documentales que celebran la carrera de Jackson.

## Personal
- Michael Jackson – voz principal, coros;
- Rod Temperton – compositor;
- Quincy Jones – productor;
- Louis Johnson – bajo;
- Greg Phillinganes – piano, teclados;
- David Williams – guitarra rítmica;
- Jerry Hey – trompeta, arreglos de vientos;
- Larry Carlton – guitarra líder;
- Paulinho Da Costa – percusión,
- John Robinson – batería;
- The Seawind Horns – sección de vientos;
- Bill Reichenbach Jr. – trombón;
- Kim Hutchcroft – saxofón barítono;
- Gary Grant – trompeta.[3]